# アジアハイウェイ26号線
アジアハイウェイ26号線（アジアハイウェイ26ごうせん）は、アジアハイウェイ網の路線の一つ。アジアハイウェイ東南アジア小地域（サブリージョン）の路線の一つ。フィリピンの島々を経由する。総延長は3,370kmである。
フィリピンのルソン島北部の都市ラオアグを起点する。中央山岳地帯周縁を時計回りに経由し、河岸段丘カガヤンバレーを南に下り、さらにルソン中央平野を南に下り、首都マニラを経由する。ルソン島の最南端の港町マトノグからフェリーでサンベルナルジノ海峡を渡り、対岸のサマール島の港町アレンに至る。
次いでサマール島西岸を南に下り、サン・ファニーコ橋でレイテ島に渡り、港湾都市タクロバンに至る。タクロバンの南に位置するパロで経路は2つに分かれ、西に向かう経路はレイテ島西岸の港湾都市オルモックを経由し、そこからフェリーでセブに至り終点となる。
パロで分岐し南に向かう経路（国道1号線）は、レイテ島南端のリロアン橋でパナオン島に渡り、パナオン島北部の港湾都市リロアンからフェリーでスリガオ海峡を渡り、ミンダナオ島北東端のスリガオに至る。
ミンダナオ島の区間はスリガオを起点に南部の大都市ダバオを経由し、そこから北に向かう経路と西に向かう経路の２つに分かれる。北に向かう経路はミンダナオ島北部の都市カガヤン・デ・オロが終点となる。西に向かう経路はミンダナオ島西部の都市サンボアンガが終点となる。

## ルート

### フィリピン
区間延長3,370km（フェリー航路区間150kmは含まず。）
- パンフィリピンハイウェイ（英語版） : ラオアグ - トゥゲガラオ - マニラ - レガスピ - マトノグ（英語版） - （フェリー渡海） - アレン（英語版） - タクロバン - パロ（英語版） - リロアン（英語版） - （フェリー渡海） - スリガオ - ダバオ - ジェネラル・サントス - サンボアンガ
- パロ=カリガーラ=オルモック道路 : パロ - カリガーラ（英語版） - オルモック - （フェリー渡海） - セブ
- ダバオ=ブキドノンハイウェイ : ダバオ - マラマッグ（英語版）
- セイヤーハイウェイ（英語版） : マラマッグ - カガヤン・デ・オロ

## 参考資料
- Asian Highway （英語） - 国際連合アジア太平洋経済社会委員会による解説
- Asian Highway Route Map (PDF)  （英語） - 国際連合アジア太平洋経済社会委員会によるルート図
- Asian Highway Database （英語） - 国際連合アジア太平洋経済社会委員会によるアジアハイウェイに関するデータベース
- Asian Highway Handbook (PDF)  （英語） - 国際連合アジア太平洋経済社会委員会作成ハンドブック
- アジアハイウェイ・プロジェクトの概要 - 国土交通省総合政策局
- アジアハイウェイとは - 国土交通省総合政策局